# Biliran
Biliran (Bayan ng Biliran) är en kommun i Filippinerna. Kommunen ligger på ön Biliran, och tillhör provinsen Biliran. Folkmängden uppgår till 13 817 invånare.
Biliran är indelat i elva barangayer.